# Закшево (гміна Закшево)
Закшево (пол. Zakrzewo) — село в Польщі, у гміні Закшево Александровського повіту Куявсько-Поморського воєводства.
Населення — 850 осіб (2011).
У 1975-1998 роках село належало до Влоцлавського воєводства.

## Демографія
Демографічна структура станом на 31 березня 2011 року:
|          | Загалом | Допрацездатний вік | Працездатний вік | Постпрацездатний вік |
| -------- | ------- | ------------------ | ---------------- | -------------------- |
| Чоловіки | 418     | 80                 | 295              | 43                   |
| Жінки    | 432     | 90                 | 255              | 87                   |
| Разом    | 850     | 170                | 550              | 130                  |